# Густовать
Густовать — река в России, протекает по Орловской области. Левый приток реки Неполодь.

## География
Река Густовать берёт начало около деревни Кокорево. Течёт на юго-восток. Устье реки находится у деревни Редькино, в 27 км от устья Неполоди. Длина реки составляет 16 км, площадь водосборного бассейна — 60,1 км².

## Данные водного реестра
По данным государственного водного реестра России относится к Окскому бассейновому округу, водохозяйственный участок реки — Ока от города Орёл до города Белёв, речной подбассейн реки — бассейны притоков Оки до впадения Мокши. Речной бассейн реки — Ока.
Код объекта в государственном водном реестре — 09010100212110000017998.